# Алтинди (Мугалжарський район)
Алтинди́ (каз. Алтынды) — село у складі Мугалжарського району Актюбінської області Казахстану. Входить до складу Кайиндинського сільського округу.
До 2007 року село називалось Юбілейний.
Населення — 516 осіб (2021; 551 у 2009, 574 у 1999, 559 у 1989).